# Богемистика
Богемистика (чеш. bohemistika — см. Богемия) — междисциплинарная гуманитарная дисциплина, изучающая чешский язык, чешскую историю и культуру. В более широком смысле, сегодня выражение указывает на отделение, занимающиеся чешским народом в целом (т. е. включая культуру, историю и др.).
Название произошло от Богемии — исторической области в Центральной Европе, занимавшей западную половину современного государства Чехия.

## История развития филологической ветви

### Истоки научного изучения чешского языка
Отделение научного изучения чешского языка возникло в 14 веке.

#### Кларет
Чешский ученый времен Карла IV. Бартоломей из Хлумце (чеш. Bartoloměj z Chlumce) названный Кларет, (около 1320 и 1379) первый попробовал создать чешскую научную терминологию. Составил три больших стихотворных словаря: "Глосарж", "Богемарж" и "Вокубуларж" (чеш. Glosář, Bohemář a Vokabulář). Далее был составлен ещё один маленький словарь, получивший название "Экземпяриус" (чеш.Exemplarius). Некоторые новообразования, представленные Кларетом, существуют в чешском и по сей день (например: jepice, háv, zlatohlav).  

#### Ян Гус
Ян Гус (около 1370 – 6. июля 1415) был также заинтересован в чешском языке. Авторство Гуса обширного труда "Orthographia Bohemica" (лат. Богемская орфография), написанного на латыни, не доказано, но, как правило, приписывается именно ему. Согласно реформе, предложенной в указанном документе, диграфы должны измениться на диакритические знаки.

#### Период гуманизма
В Чехии период гуманизма относится к 15 века (например, Викториан Корнел из Вшегрд).
Три утраквистских священника, Бенеш Оптат, Петер Гзел и Вацлав Филоматес, в первой трети 16 века составили первый сборник грамматики чешского языка. Хоть он был и неполный, но он положил начало кодификации чешского языка, особенно фонетическое и морфологическое.

#### Ян Благослав
Большим знатоком чешского языка был епископ братского единства Ян Благослав (чеш. Jan Blahoslav) (1523-1571). С латыни и греческого на чешский язык перевел Новый завет (перевод издан в 1564), и, таким образом, дал толчок к появлению в 1579 году перевода Библии. Благославский перевод стал образцом литературного языка.
Также работал над составлением грамматического сборника. Труду по чешской грамматике он посвятил в общей сложности двадцать лет и закончил незадолго до своей смерти. Его сборник, по сути, является расширенным вариантом "Грамматики чешского языка" Бенеша Оптата, Вацлава Филоматеса и Петера Гзела с обширным раздел о стилистической культуре и норме языка. Книга также содержит чешские пословицы.

#### Матош Бенешовский
Матош Бенешовский, называемый Филомонус (лат. Flimonus), о чьей жизни сохранилось мало достоверных документов, является автором двух научно-исследовательских лингвистических работ: "Богемская грамматика" (чеш. Grammatica Bohemica), вышедшая 1577 году, и "Книга слов чешских" 1587 года. Бенешовский рассматривается в качестве первого автора, который описал семипадежную структуру чешского языка и который был близок к открытию глагольной формы.

#### Словаки
На развитие богемистики в эпоху гуманизма участвовали также словаки, работающие в Чехии. Самым известным из них был Равиль Бенедикт из Нудожер (1555-1615), который работал в пражском университете, написавший на латыни в 1603 году "Богемская грамматика в двух книгах" (лат. Grammaticæ bohemicæ libri duo). Кроме разъяснений грамматики книга содержит ряд заметок о диалектах чешского языка. Ещё одним важным трудом была "Богемо-славянская грамматика" (лат. Grammatica Bohemico-Slavica) Павла Долежада (1746).

## Ведущие российские научные центры
- Институт славяноведения РАН
- Исторический факультет МГУ
- Факультет иностранных языков и регионоведения МГУ
- Филологический факультет МГУ
- Филологический факультет СПбГУ

## Известные богемисты
- Порочкина, Ирина Макаровна

- Широкова, Александра Григорьевна

См. Категория:Богемисты